# 出水弥太郎
出水 弥太郎（彌太郎、でみず やたろう、1849年8月12日（嘉永2年6月24日） - 1914年（大正3年）8月7日）は、日本の実業家。政治家、衆議院議員（2期）。

## 経歴
河内国丹南郡平尾村(のち大阪府南河内郡平尾村→美原町、現、堺市美原区)に生まれる。漢学を修める。平尾村戸長、堺県第一大区小三区出納役、七連合村戸長、石川外六郡役書記となる。また、河陽鉄道、大阪馬車鉄道、河内煉瓦各(株)社長、黒山銀行、大阪農工銀行各頭取を務め、日本赤十字社正社員となった。
1892年の第2回衆議院議員総選挙において大阪7区から立候補したが落選。1894年の第3回衆議院議員総選挙では国民協会から立候補したが落選。1898年3月の第5回衆議院議員総選挙で初当選。同年8月の第6回衆議院議員総選挙で再選を果たした。1902年の第7回衆議院議員総選挙では大阪府郡部から出馬したが落選した。1914年死去。